# 쉐산
쉐산(한국어: 설산, 중국어: 雪山, 병음: XuěShān)은 중화민국에서 두 번째로 높은 산이다. 높이는 해발 3,886m이다. 쉐바 국가공원 내에 위치하고 날씨가 좋은 날에는 중화민국의 수도 타이베이를 볼 수 있다.
19세기 후반부터 20세기 초까지 서양인들에게는 실비아산(Mt. Sylvia)으로 알려져 있었다. 일본의 대만 점령기인 1923년에 '두 번째로 높은 산'이라는 의미인 쓰기타카산(次高山)이라는 이름을 얻었다. 1937년 12월 12일에 타이완 총독부에 의해 쓰기타카타로코 국립공원(次高タロコ国立公園)으로 지정되었다. 제2차 세계대전 이후 중화민국에 의해 현재의 이름인 쉐산으로 변경되었다.

## 같이 보기
- 타이루거 국가공원
- 쉐산산맥